# Petrača
Petrača is een plaats in de gemeente Župa dubrovačka in de Kroatische provincie Dubrovnik-Neretva. De plaats telt 603 inwoners (2001).